# الاخبار
الاخبار (به عربی: الأخبار) روزنامه‌ای به زبان عربی که مرکز چاپ آن در بیروت است و از سال ۲۰۰۶ چاپ می‌شود.

## پیشینه
الاخبار توسط یک شرکت لبنانی با نام أخبار بیروت اداره می‌شود. این شرکت در سال ۱۹۳۸ تأسیس شد و روزنامه‌ای با نام الاخبار منتشر ساخت. الاخبار به شکل نوین کنونی و اداره جدید برای بار نخست در ژوئیه ۲۰۰۶ منتشر و چاپ شد. این روزنامه با تلاش دو روزنامه‌نگار سرشناس لبنانی جوزف سماحه و ابراهیم الامین راه اندازی شد. در دسامبر ۲۰۱۰ الاخبار یک رونوشت از افشای اسناد دیپلماتیک آمریکا را دریافت و سپس منتشر کرد. پس از انتشار وبگاه روزنامه الاخبار هک شد.